# Obrzędy i praktyki związane z sanktuarium Kit Mikayi
Obrzędy i praktyki związane z sanktuarium Kit Mikayi (ang. Rituals and practices associated with Kit Mikayi shrine) – tradycyjne rytuały ludu Luo zamieszkującego zachodnią Kenię, odbywające się w obrębie formacji skalnej (toru) Kit Mikayi uchodzącej za miejsce święte.
W grudniu 2019 roku decyzją obradującego w Bogocie Międzyrządowego Komitetu ds. Ochrony Niematerialnego Dziedzictwa Kulturowego tradycja została wpisana na listę niematerialnego dziedzictwa kulturowego wymagającego pilnej ochrony.

## Charakterystyka

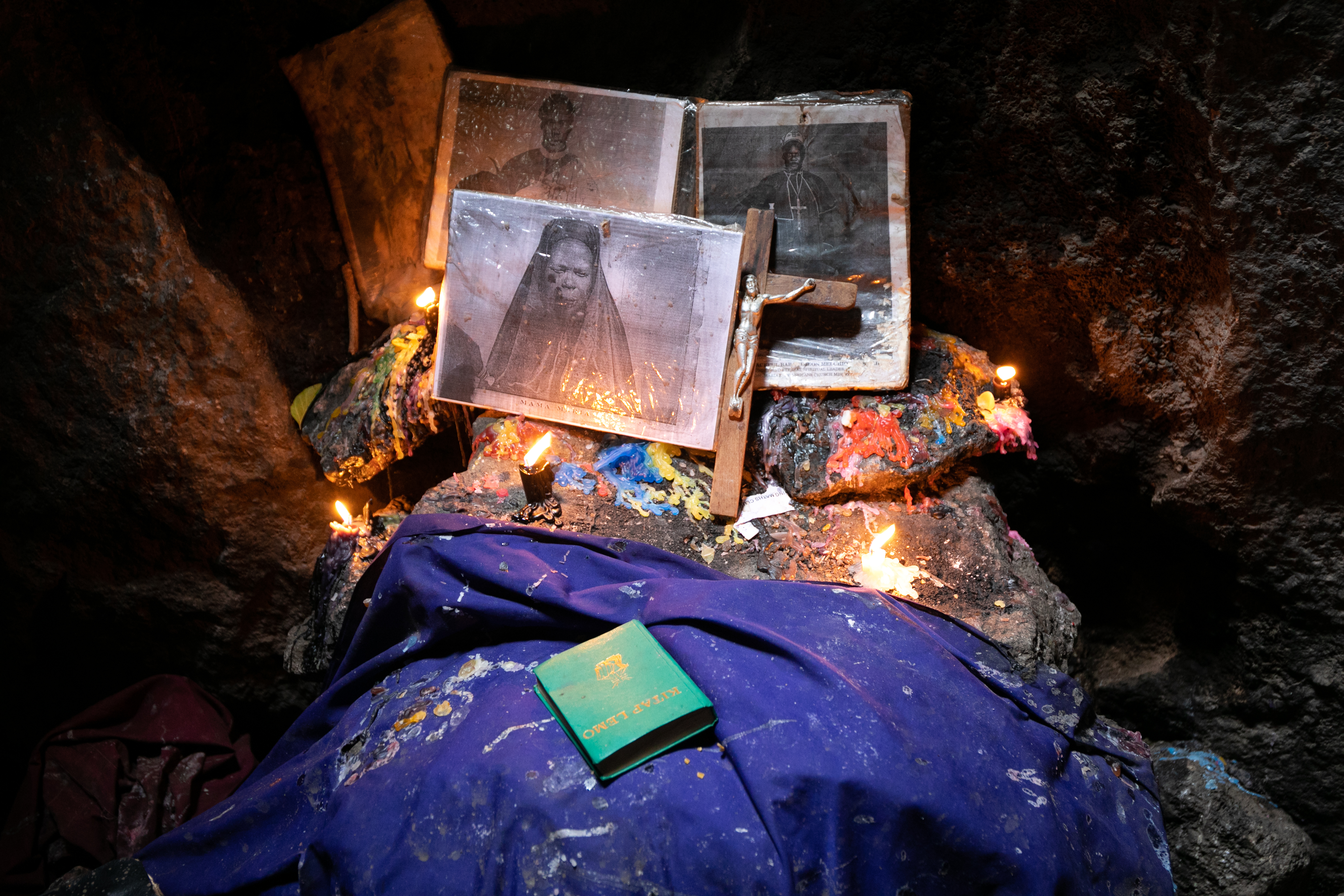
Afrochrześcijański ołtarzyk wewnątrz sanktuarium Kit Mikayi (2021)

Sanktuarium Kit Mikayi stanowi skupisko skał znajdujących się w hrabstwie Kisumu, w dawnej prowincji Nyanza, położonych ok. 30 km na zachód od Kisumu, ok. 1 km na południe od drogi Kisumu–Bondo i ok. 3 km na północ od brzegu Jeziora Wiktorii. Nazwa świątyni oznacza w języku luo „kamień pierwszej żony”, a najważniejszym jej elementem jest jaskinia, do której prowadzi niewielki wąwóz.
Obrzędy związane z Kit Mikayi dotyczą klanu Seme oraz innych grup plemienia Luo, którym mieszkanie w pobliżu sanktuarium ma przynosić szczęście. Przedstawiciele tych społeczności w różnych celach przybywają do sanktuarium – m.in. w celu modlitwy, złożenia przysięgi, składowania kosztowności czy po prostu podziwiania naturalnego piękna skał. W Kit Mikayi odprawiane są również rytuały, jak np. modły o deszcz i obfite zbiory w obliczu suszy i zagrożenia klęską głodu. Tradycyjnie brali w nich udział zarówno mężczyźni, którzy zajmowali się rytualnym ubojem zwierząt ofiarnych, jak i kobiety o wyższym statusie społecznym, które tańczyły i śpiewały oraz gotowały potrawy obrzędowe, a także dzieci, które zdobywały praktykę i wiedzę o uroczystościach, obserwując je. Ceremoniom przewodniczą najstarsi spośród społeczności mężczyźni i kobiety ubrani w długie białe suknie i zakrywające całe ciało chusty. Sanktuarium odwiedzają również nowożeńcy, które wierzą, że wizyta i modlitwa w Kit Mikayi uczyni związek trwałym i szczęśliwym.
Do Kit Mikayi przybywają przedstawiciele różnych denominacji, wspólnot i sekt uznających je za miejsce święte. Wśród nich jest np. afrochrześcijańska sekta Legio Maria, która czci tu Matkę Boską i swojego założyciela, Melkiaha Ondetto, uważa wodę ze znajdującego się w jaskini strumienia za leczniczą (Pi Hawi – „święta woda”), a obok sanktuarium wybudowała własny kościół.
Świątynię poza Luo odwiedzają również przedstawiciele sąsiednich społeczności z Gem, Alego, Asembo i Sakwa oraz społeczności z Ugandy.

## Zagrożenie
Współcześnie tradycji zagraża szereg czynników, m.in. coraz rzadsze odprawianie rytuałów (według stanu z 2015 roku ostatnie pełne obrzędy angażujące całą społeczność Seme odbyły się w 1987 roku) i coraz mniejsza liczba osób praktykujących i depozytariuszy tego dziedzictwa oraz ich starzenie się. Skutkuje to zanikiem wiedzy o obrzędach i stopniową utratą przez sanktuarium znaczenia i statusu miejsca świętego. Postępująca globalizacja i zmiana stylu życia młodszych pokoleń oraz powstawanie innych przestrzeni kulturowych w pobliżu świątyni, a nawet na jej terenie, również są czynnikami zagrażającymi tradycyjnym obrzędom i praktykom związanym z sanktuarium Kit Mikayi.